# Замостье (Слуцкий район)
Замостье (бел. Замосце) — деревня в Слуцком районе Минской области. Входит в состав Покрашевского сельсовета. Население — 538 человек (2009).

## География
Замостье находится в 3 км к северо-востоку от центра сельсовета Покрашево и в 20 км к северу от центра города Слуцк. Местность принадлежит бассейну Днепра, в трёх километрах к востоку от деревни находится Руднянское водохранилище на реке Случь. Рядом с деревней перекрёсток дорог Минск — Слуцк и Несвиж — Осиповичи. Ближайшая ж/д станция в Слуцке.

## Достопримечательности
- Католическая церковь св. Барбары. Построена в 1620 году (по другим данным — в 1649 году)[1] иезуитами. Памятник архитектуры с чертами ренессанса и барокко.

Около костела установлен памятник участникам Великой Отечественной войны.
В 2012 году около школы был открыт памятный знак в честь Михаила Исаковича Мукасея.

## Известные уроженцы
- Мукасей, Михаил Исаакович (1907-2008) — советский разведчик, почётный сотрудник госбезопасности, полковник.